# Инань
Ина́нь (кит. упр. 沂南, пиньинь Yínán, буквально: «к югу от уезда Ишуй») — уезд городского округа Линьи провинции Шаньдун (КНР).

## История
Когда в 1937 году началась война с Японией, эти земли быстро оказались под японской оккупацией. Действующие в японском тылу партизаны-коммунисты стали создавать свои органы управления, чьи зоны ответственности не совпадали с существовавшими до войны границами административных единиц. В декабре 1939 года был создан Наньимэнский объединённый комитет обороны (南沂蒙联防办事处), который в марте 1940 года был преобразован в Инаньский административный совет (沂南行署). По окончании войны с Японией и гражданской войны управляемая им территория стала уездом Инань.
В 1950 году в составе провинции Шаньдун был образован Специальный район Ишуй (沂水专区), и уезд Инань вошёл в его состав. В июле 1953 года Специальный район Ишуй был расформирован, и уезд перешёл в состав Специального района Линьи (临沂专区). В ноябре 1958 года уезд был расформирован, но в августе 1961 года создан вновь. В 1967 году Специальный район Линьи был переименован в Округ Линьи (临沂地区).
Указом Госсовета КНР от 17 декабря 1994 года были расформированы Округ Линьи и городской уезд Линьи, а вместо них был образован городской округ Линьи.

## Административное деление
Уезд делится на 1 уличный комитет, 13 посёлков и 1 волость.